# Microrregión de São Raimundo Nonato
La microrregión de São Raimundo Nonato es una de las microrregiones del estado brasileño del Piauí perteneciente a la mesorregión Sudoeste Piauiense. Su población fue estimada en 2006 por el IBGE en 135.122 habitantes y está dividida en diecisiete municipios. Su población está formada por negros y mulatos 48.6, blancos de origen portugués y árabe 27.4, caboclos(mestizos de indios y blancos)23.7, asiáticos 0.2 e indígenas 0.1, habitaban la región en 2010 según el IBGE 88 indígenas Posee un área total de 27.644,522 km².

## Municipios
- Anísio de Abreu
- Bonfim do Piauí
- Brejo do Piauí
- Canto do Buriti
- Caracol
- Coronel José Dias
- Dirceu Arcoverde
- Dom Inocêncio
- Fartura do Piauí
- Guaribas
- Jurema
- Pajeú do Piauí
- São Braz do Piauí
- São Lourenço do Piauí
- São Raimundo Nonato
- Tamboril do Piauí
- Várzea Branca

- Datos: Q2220493